# Lê Trì (Tri Tôn)
Lê Trì is een xã in het district Tri Tôn, een van de districten in de Vietnamese provincie An Giang in de Mekong-delta.